# Ламаш (Миранда-ду-Корву)
Ламаш (порт. Lamas) — район (фрегезия) в Португалии, входит в округ Коимбра. Является составной частью муниципалитета Миранда-ду-Корву. Находится в составе крупной городской агломерации Большая Коимбра. По старому административному делению входил в провинцию Бейра-Литорал. Входит в экономико-статистический субрегион Пиньял-Интериор-Норте, который входит в Центральный регион. Население составляет 935 человек на 2001 год. Занимает площадь 15,83 км².